# Yelverton, Norfolk
Yelverton är en ort och civil parish i Storbritannien.   Den ligger i grevskapet Norfolk och riksdelen England, i den sydöstra delen av landet, 150 km nordost om huvudstaden London. Yelverton ligger 44 meter över havet och antalet invånare är 186.
Terrängen runt Yelverton är platt. Runt Yelverton är det ganska tätbefolkat, med 124 invånare per kvadratkilometer. Närmaste större samhälle är Norwich, 8,2 km nordväst om Yelverton. Trakten runt Yelverton består till största delen av jordbruksmark.